# Ewald Arenz
Ewald Arenz (n. 26 noiembrie 1965, Nürnberg, RFG) este un de autor german de bestselleruri.

## Biografie
Este fiul cel mare al familiei de artiști Arenz și fratele scriitorului Sigrun Arenz și al actorului și autorului Helwig Arenz, toți trei au publicat la editura ars vivendi. Mai este înrudit cu sculptorul Ewald Rumpf (unchi) și cu scriitoarea Mara Winter (veri).
Arenz a absolvit Heinrich-Schliemann-Gymnasium din Fürth și a studiat inițial dreptul la Universitatea Friedrich-Alexander din Erlangen-Nürnberg. După câteva semestre și-a schimbat specializarea în engleză, americană și istorie.
A primit numeroase premii culturale pentru opera sa literară. Arenz moderează spectacolul Das Feiertagsfeuilleton pe Bayern 2 și din 2009 până în 2012 a condus atelierul de scriere semestrial la Stadttheater Fürth. Din 2007 până în 2010 a scris rubrica literară săptămânală Meine kleine Welt pentru Nürnberger Nachrichten. Împreună cu frații săi Sigrun și Helwig, a continuat-o din 2015 până în 2017 într-o nouă formă sub titlul Unsere kleine Welt. În 2018 a trecut la DuMont Buchverlag. Din 2020, el este reprezentat de editura britanică Orenda Books pentru edițiile în limba engleză.
Arenz este profesor la Johannes-Scharrer-Gymnasium din Nürnberg și locuiește lângă Fürth.

## Opera
Opera narativă urmează tradiția clasică a povestirii; elementele abstracte sau experimentale din punct de vedere lingvistic sunt rare. În timp ce romanele „Der Teezauberer” (Magicianul de ceai), „Die Erfindung des Gustav Lichtenberg” (Invenția lui Gustav Lichtenberg) și „Der Duft von Schokolade” (Mirosul de ciocolată) se află în tradiția realismului magic, „Das Diamantenmädchen” sau „Ein Lied über der Stadt” sunt romane istorice. O caracteristică care unește toate lucrările menționate este încorporarea unui conflict uman central într-o temă subiacentă exotică sau senzuală. În „Die Erfindung des Gustav Lichtenberg” (Invenția lui Gustav Lichtenberg), de exemplu, incapacitatea eroului de a comunica cu istoria tehnologiei în secolul al XIX-lea. Secol legat; în „Magicianul ceaiului” istoria ceaiului este legată de dorințele contradictorii ale omului modern pentru o mare iubire. Întrebarea tensiunii dintre libertatea personală și responsabilitatea față de ceilalți este înglobată în „Ein Lied über der Stadt” într-un context care reflectă istoria aviației feminine din prima jumătate a secolului XX. secolul spus.
În schimb, romanele contemporane precum „Ehrlich & Söhne” sau „Don Fernando erbt Amerika” (Don Fernando moștenește America) se caracterizează printr-un ton mult mai deschis. Aici predomină vesele, uneori și elemente slapstick. În ele, ca și în numeroase povești, stilul este mult mai casual; Gluma în dialog și răsturnările neașteptate domină firul narativ, prin care dezvoltarea intrigii este uneori chiar subordonată acestor elemente. Romanul fantastic „Herr Müller, die verrückte Katze und Gott” (Domnul Müller, pisica nebună și Dumnezeu), pe de altă parte, tratează chestiuni religioase fundamentale, în ciuda stilului lustruit cu umor, care este clar influențat de autori britanici precum Douglas Adams sau Neil Gaiman. Romanul „Alte Sorten” (Soiuri vechi) se remarcă din lucrarea anterioară în multe privințe. Printre altele, este un roman clasic Coming of Age care spune povestea unei prietenii feminine dificile la un nivel lingvistic înalt. În comparație cu romanele sale de divertisment, „Tipuri vechi” poate pusă pe seama literaturii înalte datorită preciziei lingvistice. În 2020, „Alte Sorten” a ajuns în top zece pe Spiegel-Bestsellerliste, devenind una dintre cele mai bine vândute cărti din Germania. „Der große Sommer” (Marea vară) a ocupat imediat un loc pe lista de bestselleruri Spiegel, după ce a fost publicat pentru prima dată în martie 2021. „Mirosul de ciocolată”, „Soiuri vechi” și „Marea vară” au fost traduse printre altele în Anglia, Italia, Țările de Jos, Polonia, Spania și Cehia.
În opera dramatică, muzicale au o mare greutate; în afară de acestea, există doar o comedie tabloid clasică („Die Odaliske”) și o adaptare a piesei lui Lillian Hellman „The Little Foxes”, care au fost jucate pe mari scene. Din punct de vedere narativ, musicalurile urmează romanele, deoarece acestea tratează adesea material istoric. „Bahn Frei!” spune povestea de viață a pionierului feroviar Friedrich List. Pe de altă parte, în revista miracolului economic „Petticoat & Schickedance”, sunt legate biografiile industriașilor și politicienilor Fürth Gustav Schickedanz, Ludwig Erhard și Max Grundig. Musicalul „Der Tunnel” este o dramatizare a bestsellerului cu același nume de Bernhard Kellermann. și a primit un premiu de la Academia de Muzică Germană din Berlin în 2016. „The Famous Door on Swing Street” (2020) este un omagiu muzical adus speakeas -urilor de pe legendara Swing Street din New York, cu elemente rap și hip-hop. A fost nominalizată la două categorii la Premiul German de Teatru Muzical în 2021 (Cel mai bun aranjament, Cea mai bună actriță). Karolin Konert a fost onorată pentru rolul ei ca Anna. Arenz a lucrat cu pianistul și compozitorul de jazz Thilo Wolf la toate muzicalele.

## Premii
- Premiul pentru promovarea culturală a orașului Fürth 1997
- Premiul pentru promovarea culturii al IHK Mittelfranken 1998
- Premiul pentru literatură al Kulturforum Franken 2002
- AZ Steaua anului 2002
- Premiul pentru promovarea artei bavareze 2004
- Premiul promoțional pentru artă și știință din orașul Nürnberg în 2005
- Premiul pentru Cultură al orașului Fürth 2007
- Premiul literar al Camerei de Comerț din Napoli 2010
- Tulpinile vechi selectate pentru Cartea preferată a independenților 2019
- Alte Sorten SPIEGEL -Bestseller 2020 și 2021
- Der große Sommer Spiegel -Bestseller 2021
- Der große Sommer SPIEGEL -Bestseller 2021
- Der große Sommer, cartea preferată 2021[9]
- Der große Sommer pe lista scurtă pentru Bayern 2 Audience Award 2021[10]
- Der große Sommer (versiune audio carte) pe lista lungă a German Audio Book Prize 2022 (categoria: cel mai bun divertisment)
- Gustând Lumina Soarelui Ediția Old Varieties) listată pentru premiul de ficțiune pentru debut Waterstones 2022
- Der große Sommer, Marele hit de vară din 2022; acordat de media control

## Opera

### Poezii
- Wanderungen. 13 Gedichte (Drumeții), ilustrat de Margitta Schäfer, Heieroffset, 26 p., 1987

### Romane si povestiri
- Der Golem von Furth. Povestiri, G&S Verlag Zirndorf 1994, ISBN 3-925698-35-3.
- Der Horsbacher Fuchs. Povestiri, G&S Verlag Zirndorf 1995, ISBN 3-925698-36-1 .
- Don Fernando erbt Amerika. Roman fantastic, G&S Verlag Zirndorf 1996, ISBN 3-925698-37-X .
- Liebe Provinz, Dein Paris. Roman, A. Jungkunz Verlag 1999, ISBN 3-9804804-8-8 .
- Der Teezauberer. Narațiune, ars vivendi 2002, ISBN 3-89716-363-2 .
- Die Erfindung des Gustav Lichtenberg. Roman, ars vivendi 2004, ISBN 3-89716-506-6 .
- Der Duft von Schokolade. Roman, ars vivendi 2007, ISBN 978-3-89716-813-8, ISBN 978-3-423-13808-6 .
- Meine kleine Welt. Povești de familie, ilustrații de Irma Stolz, ars vivendi 2008, ISBN 978-3-89716-479-6.
- Ehrlich und Söhne. Roman, ars vivendi 2009, ISBN 978-3-89716-993-7.
- Knecht Ruprecht packt aus. Povestiri de Craciun, ars vivendi 2009, ISBN 978-3-89716-987-6 .
- Meine kleine Welt 2 Povești de familie, ilustrații de Irma Stolz, ars vivendi 2010, ISBN 978-3-86913-030-9 .
- Das Flusskrokodil. Ilustrații de Irma Stolz, ars vivendi 2011, ISBN 978-3-86913-055-2 .
- Das Diamantenmädchen. Roman, ars vivendi 2011, ISBN 978-3-86913-095-8 .
- Ein Lied über der Stadt. Roman, ars vivendi 2013, ISBN 978-3-86913-192-4 .
- cu Helwig și Sigrun Arenz: Lumea noastră mică. Coloane, ars vivendi 2016, ISBN 978-3-86913-684-4 .
- Domnul Müller, pisica nebună și Dumnezeu. Roman, ars vivendi 2016, ISBN 978-3-86913-621-9 .
- Soiuri vechi . Roman. DuMont, Köln 2019, ISBN 978-3-8321-8448-3 .
- Urlaubsliebe. Povești adunate. ars vivendi, Cadolzburg, 2020, ISBN 978-3-7472-0109-1 .
- Der große Sommer. Roman. DuMont, Köln 2021, ISBN 978-3-8321-8153-6 .

### Articole (selecție)
- Nürnberger Tand. În: Bernd Flessner (ed. ), Reisen zum Planeten Frankonia. Neustadt an der Aisch 2001, ISBN 3-87707-582-7 .
- Der Traum vom richtigen Leben. În Steffen Radlmaier (ed. ), Mein Song. ars vivendi, Cadolzburg 2004, ISBN 3-89716-534-1 .
- Bücherliebe. În: Dirk Kruse (ed. ), Meine wunderbare Buchhandlung. ars vivendi, Cadolzburg 2010, ISBN 978-3-86913-037-8 .
- Schlüsselerlebnis. În: Karoline Adler (ed. ), Alle meine Lieben. dtv, München 2011, ISBN 978-3-423-25317-8 .
- Hoch soll er fliegen. În: Silvia Schmid (ed. ), De ce nu ar trebui să sărbătorești niciodată zilele de naștere marcate. dtv, München 2011, ISBN 978-3-423-21333-2 .
- Moarte în grădina zoologică. În: scena crimei Franken nr.3. ars vivendi, Cadolzburg 2012, ISBN 978-3-86913-118-4 .
- Timp mare. În: Karoline Adler (ed. ), carte de lectură de vacanță. dtv, München 2012, ISBN 978-3-423-21361-5 .
- Îl așteptăm pe Pruncul Hristos. În: Marlene Fritsch (ed. ), cum s-a înfășurat Hristosul în haine și alte povești neobișnuite de Crăciun. topos, Stuttgart 2012, ISBN 978-3-8367-0828-9 .
- căsătorie teroristă. În: Karoline Adler (ed. ), carte de lectură de vacanță. dtv, München 2013, ISBN 978-3-423-21439-1 .
- Moarte la Balul Operei. În: Crime Scene Franconia No.4. ars vivendi, Cadolzburg 2013, ISBN 978-3-86913-201-3 .
- moarte la Veneția. În: Thomas Kastura (ed. ), A muri sau a nu muri. ars vivendi, Cadolzburg 2014, ISBN 978-3-86913-416-1 .
- darul lui Iosif. Eu nu. V. Crăciun fericit. Benno Verlag, Leipzig 2014, ISBN 978-3-7462-4135-7 .
- război religios. În: Karoline Adler (ed. ), fără zăpadă. Cele mai frumoase povești de iarnă. dtv, Munchen 2015, ISBN 978-3-423-21608-1 .

### Lucrări de scenă
- Petticoat & Schickedance. revista miracolului economic. Muzică: Thilo Wolf, premieră mondială la Stadttheater Fürth, 2007
- Die Odaliske. Comedie. Premieră mondială la Stadttheater Fürth, 2009
- Bahn Frei! Muzical. Muzică: Thilo Wolf, premieră la Stadttheater Fürth, 2010
- Der Tunnel. Muzical. Muzică: Thilo Wolf, premieră la Stadttheater Fürth, 2015
- The Famous Door on Swing Street. Muzical. Muzică: Thilo Wolf, UA la Stadttheater Fürth, 2020